# Río Naranjo de Bagaces
Río Naranjo es un distrito del cantón de Bagaces, en la provincia de Guanacaste, de Costa Rica.

## Historia
Río Naranjo fue creado el 27 de abril de 1995 por medio de Decreto Ejecutivo 24286-G.

## Geografía
Río Naranjo cuenta con un área de 43,62 km² y una altitud media de 696 m s. n. m.

## Demografía
Para el año 2022, Río Naranjo cuenta con una población estimada de 1204 habitantes, y para el último censo efectuado, en 2011, Río Naranjo contaba con una población de 1015 habitantes.

## Localidades
- Barrios: Naranjito.
- Poblados: Río Chiquito.

## Transporte

### Carreteras
Al distrito lo atraviesan las siguientes rutas nacionales de carretera:
- Ruta nacional 6